# Бадэчай

33 буквы бирманского письма

Бадэчай (ဗထက်ခြိုက်‌) — ба, 23-я буква мьянманского алфавита, обозначает звонкий губно-губной взрывной согласный. В сингальском пали соответствует букве баянна, в тайском пали соответствует букве пхопхан. Бирманские имена на букву бадэчай даются детям, родившимся в четверг.

## Бжитвэ
- Бадэчайяпин
- Бадэчайяйи
- Бадэчайвасвэ